# Médio Parnaíba Piauiense
Médio Parnaíba Piauiense is een van de 15 microregio's van de Braziliaanse deelstaat Piauí. Zij ligt in de mesoregio Centro-Norte Piauiense en grenst aan de microregio's Caxias (MA), Chapadas do Alto Itapecuru (MA), Floriano, Picos, Teresina en Valença do Piauí. De microregio heeft een oppervlakte van ca. 8.334 km². In 2006 werd het inwoneraantal geschat op 130.502.
Zeventien gemeenten behoren tot deze microregio:
- Agricolândia
- Água Branca
- Amarante
- Angical do Piauí
- Arraial
- Barro Duro
- Francisco Ayres
- Hugo Napoleão
- Jardim do Mulato
- Lagoinha do Piauí
- Olho d'Água do Piauí
- Palmeirais
- Passagem Franca do Piauí
- Regeneração
- Santo Antônio dos Milagres
- São Gonçalo do Piauí
- São Pedro do Piauí

Mesoregio's: Centro-Norte Piauiense · Norte Piauiense · Sudeste Piauiense · Sudoeste Piauiense

Microregio's: Alto Médio Canindé · Alto Médio Gurguéia · Alto Parnaíba Piauiense · Baixo Parnaíba Piauiense · Bertolínia · Campo Maior · Chapadas do Extremo Sul Piauiense · Floriano · Litoral Piauiense · Médio Parnaíba Piauiense · Picos · Pio IX · São Raimundo Nonato · Teresina · Valença do Piauí